# الرجمة (بعدان)

تعديل مصدري - تعديل

الرجمة هي إحدى قرى عزلة المنار بمديرية بعدان التابعة لمحافظة إب، بلغ تعداد سكانها 550 نسمة حسب تعداد اليمن لعام 2004.